# Hongshan, Yongding
Hongshan (kinesiska: 洪山) är en köping i sydöstra Kina. Den ligger i stadsdistriktet Yongding i staden Longyan i provinsen Fujian, omkring 320 kilometer sydväst om provinshuvudstaden Fuzhou. Antalet invånare är 7 169. Befolkningen består av 3 218 kvinnor och 3 951 män. Barn under 15 år utgör 17,0 %, vuxna 15-64 år 72 %, och äldre över 65 år 10,0 %.